# Bryant (Dakota del Sur)
Bryant es una ciudad ubicada en el condado de Hamlin en el estado estadounidense de Dakota del Sur. En el Censo de 2010 tenía una población de 456 habitantes y una densidad poblacional de 336 personas por km².

## Geografía
Bryant se encuentra ubicada en las coordenadas 44°35′24″N 97°28′2″O / 44.59000, -97.46722. Según la Oficina del Censo de los Estados Unidos, Bryant tiene una superficie total de 1.36 km², de la cual 1.36 km² corresponden a tierra firme y (0%) 0 km² es agua.

## Demografía
Según el censo de 2010, había 456 personas residiendo en Bryant. La densidad de población era de 336 hab./km². De los 456 habitantes, Bryant estaba compuesto por el 99.56% blancos, el 0% eran afroamericanos, el 0% eran amerindios, el 0% eran asiáticos, el 0% eran isleños del Pacífico, el 0.44% eran de otras razas y el 0% pertenecían a dos o más razas. Del total de la población el 0.44% eran hispanos o latinos de cualquier raza.